# Pinguicula crassifolia
Pinguicula crassifolia este o specie de plante carnivore din genul Pinguicula, familia Lentibulariaceae, ordinul Lamiales, descrisă de S. Zamudio. Conform Catalogue of Life specia Pinguicula crassifolia nu are subspecii cunoscute.